# فرودگاه تاکاماتسو
فرودگاه تاکاماتسو (به انگلیسی: Takamatsu Airport) یک فرودگاه همگانی با کد یاتا TAK است که یک باند فرود آسفالت و بتن دارد و طول باند آن ۲۵۰۰ متر است. این فرودگاه در کشور ژاپن قرار دارد .

## شرکت‌های هواپیمایی و مقصدهای پروازی
| شرکت‌های هواپیمایی     | مقصدهای پروازی        |
| --------------------- | --------------------- |
| Air Seoul             | اینچئون               |
| آل نیپون ایرویز       | ناها، هانه‌دا          |
| چاینا ایرلاینز        | تائویوان تایوان       |
| اوا ایر               | فصلی: تائویوان تایوان |
| هنگ کنگ اکسپرس        | هنگ کنگ               |
| خطوط هوایی ژاپن       | هانه‌دا                |
| Jetstar Japan         | ناریتا                |
| اسکای انگکور ایرلاینز | چارتر: سیم ریپ        |
| اسپرینگ ایرلاینز      | شانگهای پودنگ         |